# Zale metatoides
Zale metatoides är en fjärilsart som beskrevs av Mcdunnough 1943. Zale metatoides ingår i släktet Zale och familjen nattflyn. Inga underarter finns listade i Catalogue of Life.